# (15903) Rolandflorrie
(15903) Rolandflorrie est un astéroïde de la ceinture principale.

## Description
(15903) Rolandflorrie est un astéroïde de la ceinture principale. Il fut découvert le 5 septembre 1997 à Burlington (New Jersey) par Terry Handley. Il présente une orbite caractérisée par un demi-grand axe de 2,64 UA, une excentricité de 0,14 et une inclinaison de 12,8° par rapport à l'écliptique.

## Compléments